# Hassi Beïda
Pour les articles homonymes, voir Hassi.
Hassi Beïda est une localité de la commune de Tabelbala, dans la wilaya de Béchar en Algérie, situé à la frontière entre l'Algérie et le Maroc.

## Géographie
Hassi Beïda est un des rares points d'eau dans cette région du Sahara, avec quelques palmiers perdus au milieu de collines de sable dur.

## Toponymie
Le nom du village vient de l'arabe algérien « hassi » (puits) et « beida » (blanc), et signifie donc littéralement « le puits blanc ».

## Histoire
À la fin septembre 1963, le roi Hassan II et Mohamed Oufkir décident d'envoyer des auxiliaires marocains de Tagounit pour reprendre Tinjoub et Hassi Beïda, au cœur du territoire « confisqué » par les Français. Ces deux villages contrôlent la piste qui relie la côte de l'Algérie à Tindouf et au Sahara espagnol. 
Le 8 octobre 1963, l'armée algérienne reprend Hassi Beida aux Marocains, faisant dix victimes côté marocain,. 
Durant la semaine du 14 octobre 1963, l'armée Marocaine réoccupe l'oasis, faisant dix mortscoté Algérien. Les Marocains occuperont l'oasis jusqu'au cessez-le-feu.